# Pandrosos Dorsa
De Pandrosos Dorsa zijn lage heuvelruggen op Venus. De Pandrosos Dorsa werden in 1985 genoemd naar Pandrosos, dochter van koning Kekrops van Athene, in de Griekse mythologie.
De richels hebben een lengte van 1254 kilometer en bevinden zich in het zuiden van het gelijknamige quadrangle Pandrosos Dorsa (V-5).